# Choubepur Kalan
Choubepur Kalan là một thị trấn thống kê (census town) của quận Kanpur Nagar thuộc bang Uttar Pradesh, Ấn Độ.

## Nhân khẩu
Theo điều tra dân số năm 2001 của Ấn Độ, Choubepur Kalan có dân số 8352 người. Phái nam chiếm 52% tổng số dân và phái nữ chiếm 48%. Choubepur Kalan có tỷ lệ 60% biết đọc biết viết, cao hơn tỷ lệ trung bình toàn quốc là 59,5%: tỷ lệ cho phái nam là 64%, và tỷ lệ cho phái nữ là 55%. Tại Choubepur Kalan, 16% dân số nhỏ hơn 6 tuổi.